# Voltxansk
Voltxansk (en rus: Волчанск) és una ciutat de l'óblast de Sverdlovsk, a Rússia, segons el cens del 2021 tenia 8.458 habitants.